# Баєрбах-бай-Ергольдсбах
Баєрбах-бай-Ергольдсбах (нім. Bayerbach bei Ergoldsbach) — громада в Німеччині, знаходиться в землі Баварія. Підпорядковується адміністративному округу Нижня Баварія. Входить до складу району Ландсгут. Складова частина об'єднання громад Ергольдсбах.
Площа — 25,42 км2. Населення становить 1976 ос. (станом на 31 грудня 2020).

## Галерея

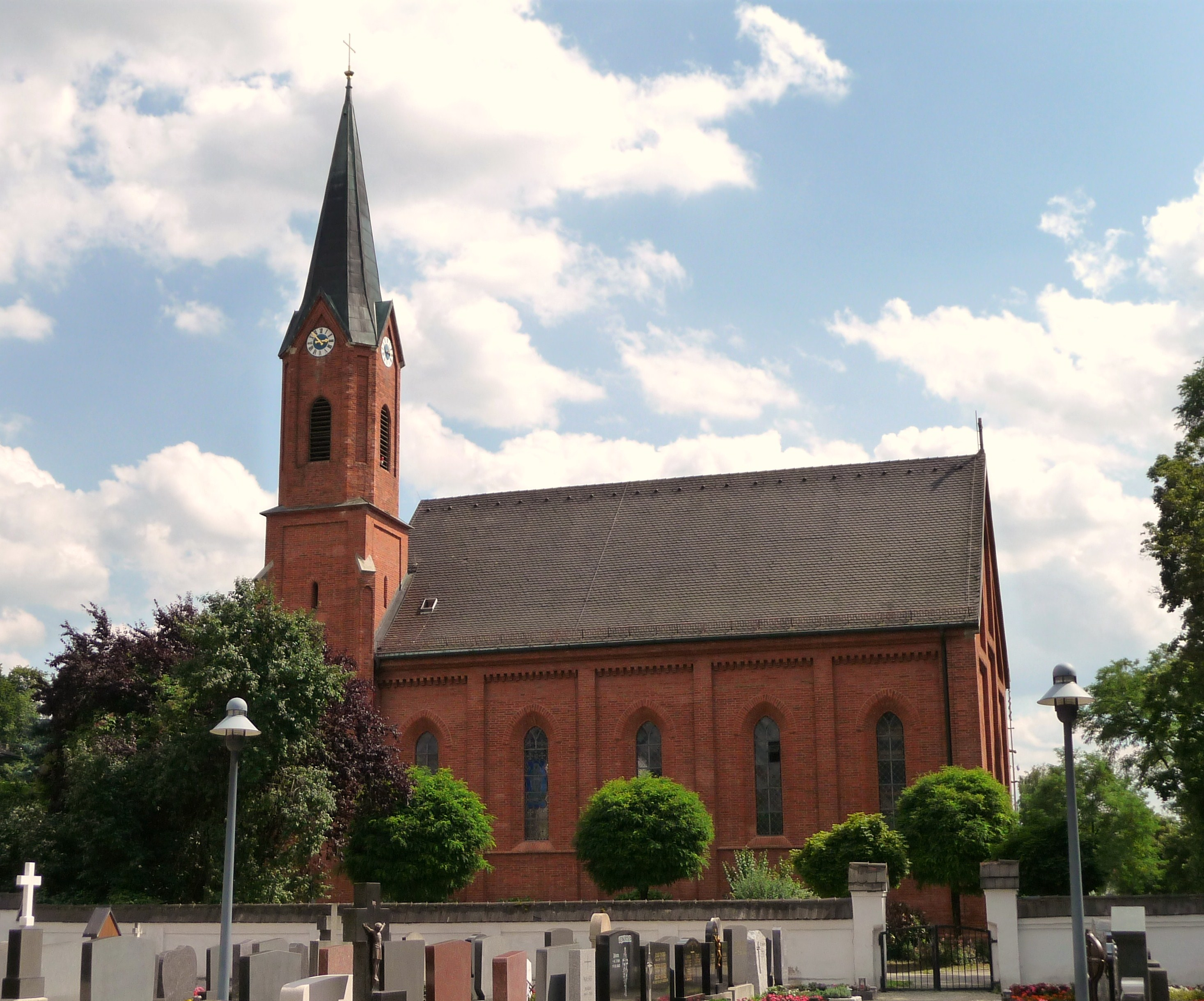
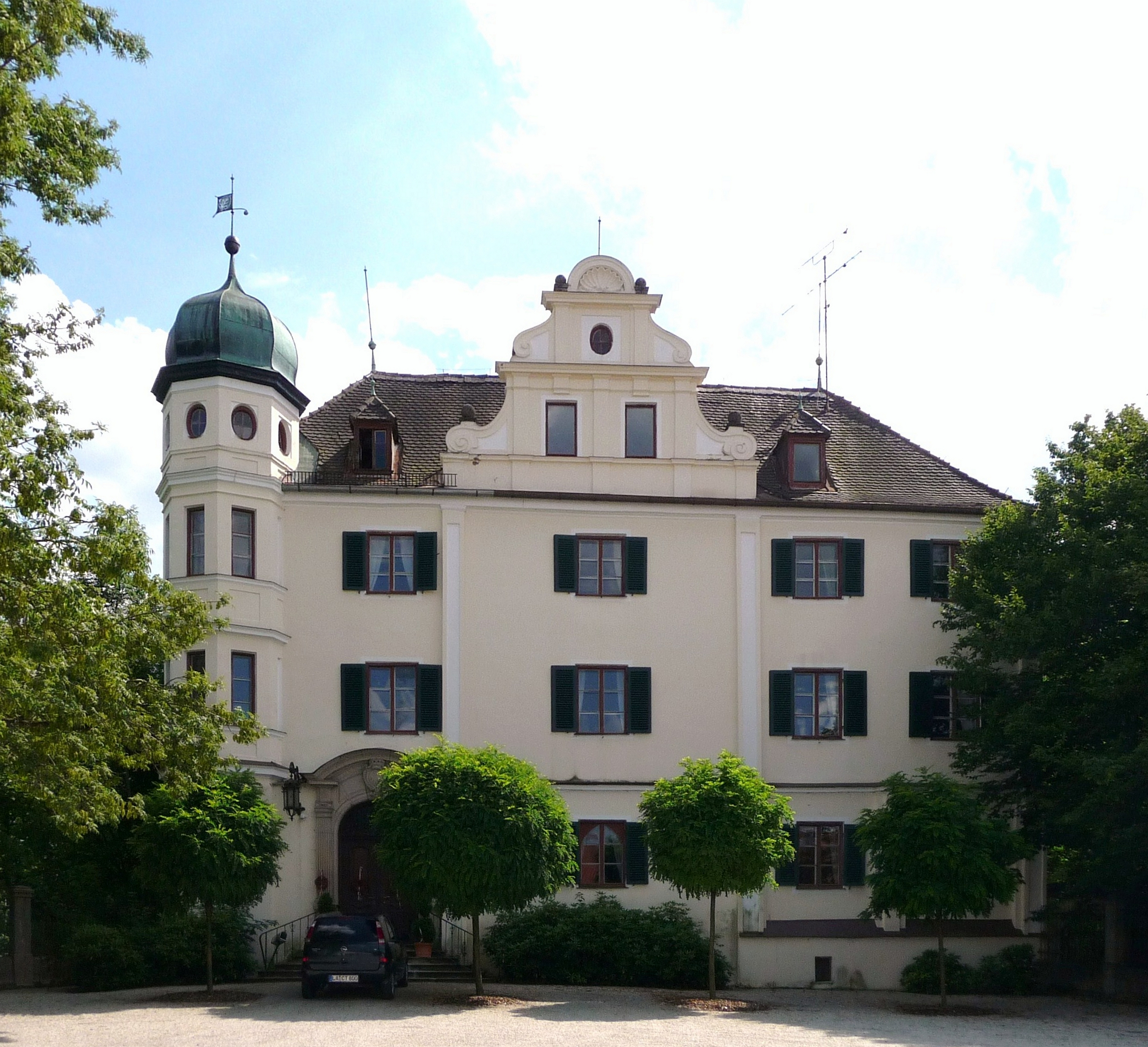